# Bel Ami (serie de televisión)
Bel Ami (en hangul, 예쁜남자; romanización revisada, Yeoppeun namja), también conocida en español como Hombre hermoso y Chico hermoso, es una serie de televisión surcoreana de comedia romántica protagonizada por Jang Keun Suk, IU, Lee Jang-woo y Han Chae-young. Fue trasmitida por KBS 2TV desde el 20 de noviembre de 2013 hasta el 9 de enero de 2014, con una longitud de 16 episodios más un especial, al aire las noches de los días miércoles y jueves a las 21:55 (KST).

## Sinopsis
Dok Go Ma Tae es el hombre "más bello del mundo" y también uno muy ambicioso. Él desea hacer un montón de dinero utilizando su aspecto hermoso. Hong Yoo Ra , la ex-nuera de una familia rica, se involucra intencionalmente con Dok Go Ma Tae, para proteger a su hija, de la que la separaron. Para esto, Hong Yu Ra utiliza a Dok Go Ma Tae, y él, amenazado con no revelarle el "código" que su madre creó para su felicidad antes de morir, la obedece. Hong Yoo Ra reconoce las ambiciones de Dok Go Ma Tae y se convierte en su mentor. Hong Yoo Ra luego da a Dok Go Ma Tae la de misión seducir a 10 mujeres diferentes que han tenido éxito en diferentes campos, y es cuando una mujer especial entonces aparecerá delante de Dok Go Ma Tae; su nombre es Kim Bo Tong, una chica normal de origen humilde, ordinaria y adorable que se enamoró a primera vista de Dok Go Ma Tae desde la escuela media y continuará enamorada de él durante los últimos 10 años, todo lo que hace es para él, y va a hacer todo lo que pueda para proteger su amor con su personalidad.
También aparecerá David Choi, un hombre de buen corazón, a quien secretamente le gusta Kim Bo Tong y hará todo lo posible para conseguir su atención y protegerla. Al final, Dok Go Ma Tae, Kim Bo Tong y David Choi se verán envueltos en un triángulo amoroso.

## Reparto

### Personajes principales
- Jang Keun Suk como Dokgo Ma Te.[4]
- IU como Kim Bo Tong.[5]
- Lee Jang Woo como David Choi.[6]
- Han Chae Young como Hong Yoo Ra.

### Personajes secundarios
MG Group
- Kim Bo Yun como Na Hong Ran.
- Dok Go Young Jae como Park Ki Suk.
- Kim Young Jae como Park Moon Soo.[7]

Mujeres de Ma Te
- So Yoo Jin como Jaek Hee.
- Kim Ye-won como Hada eléctrica.
- Cha Hyun Jung como Kim In Joong.
- Park Ji Yoon como Myo Mi
- Kim Bo Ra como Kwi Ji.
- Jung Sun Kyung como Lee Kim.
- Kim Min Joo como Yeo Mim.

Familia de Ma Te
- Yang Mi Kyung como Kim Mi Sook (Madre).
- Kim Ji Han como Jang Duk Saeng (Mejor Amigo).

Familia de Bo Tong
- Lee Mi Young como Lee Mal Ja (madre).
- Yeo Hoon Min as Kim Dae Shik (hermano).

Familia secreta de Hong Ran
- Ahn Byung Kyung como Na Jin Suk.
- Lee Do Yup como Na Hwan Kyu (Hijo de Na Jin Suk).

### Otros personajes
- Kim Seul-gi como Profesora (Ep. #1).
- Jo Hye Ryun como Policía (Ep. #1).
- Go Myung Hwan como Director de la organización de MG Home Shopping (Ep. #5).

## Banda sonora
1. «Beautiful Man» (예쁜남자) – Bebop
2. «Lovely Girl» – 5live
3. «I Have a Person That I Love» (사랑하는 사람 있어요) – Melody Day
4. «Poor Sense of Direction» (길치) – Lunafly
5. «Fever» (열병) – Hwanhee
6. «Perfect» – Dear Cloud
7. «Going to You» – Led Apple
8. «Saying I Love You» (사랑한단 말야) – Lee Jang Woo
9. «Crayon» (크레파스) – IU
10. «I'm Nobody» (하루만) – Jung Joon Young
11. «Beautiful Day» – Jang Keun Suk

## Recepción

### Audiencia
En Azul la audiencia más baja y en rojo la más alta, correspondientes a las empresas medidoras TNms y AGB Nielsen.
| Ep. # | Fecha original de emisión | Share        | Share        | Share       | Share       |
| Ep. # | Fecha original de emisión | TNmS Ratings | TNmS Ratings | AGB Nielsen | AGB Nielsen |
| Ep. # | Fecha original de emisión | Nacional     | Seúl         | Nacional    | Seúl        |
| ----- | ------------------------- | ------------ | ------------ | ----------- | ----------- |
| 1     | 20 de noviembre de 2013   | 4.3 %        | 5.0 %        | 6.3 %       | 7.2 %       |
| 2     | 21 de noviembre de 2013   | 4.8 %        | 5.5 %        | 6.1 %       | 6.5 %       |
| 3     | 27 de noviembre de 2013   | 4.5 %        | 4.9 %        | 5.4 %       | 6.0 %       |
| 4     | 28 de noviembre de 2013   | 3.7 %        | 3.8 %        | 4.3 %       | 4.8 %       |
| 5     | 4 de diciembre de 2013    | 2.9 %        | 3.0 %        | 5.2 %       | 5.5 %       |
| 6     | 5 de diciembre de 2013    | 3.2 %        | 3.7 %        | 3.8 %       | 4.1 %       |
| 7     | 11 de diciembre de 2013   | 2.8 %        | 3.0 %        | 2.9 %       | 2.7 %       |
| 8     | 12 de diciembre de 2013   | 2.8 %        | 3.0 %        | 3.1 %       | 2.9 %       |
| 9     | 18 de diciembre de 2013   | 3.0 %        | 3.9 %        | 3.5 %       | 3.2 %       |
| 10    | 19 de diciembre de 2013   | 2.8 %        | 2.9 %        | 3.5 %       | 3.1 %       |
| 11    | 25 de diciembre de 2013   | 3.2 %        | 3.6 %        | 4.8 %       | 4.4 %       |
| 12    | 26 de diciembre de 2013   | 2.6 %        | 3.2 %        | 4.3 %       | 3.9 %       |
| 13    | 1 de enero de 2014        | 4.0 %        | 4.5 %        | 4.4 %       | 4.6 %       |
| 14    | 2 de enero de 2014        | 3.0 %        | 3.8 %        | 3.9 %       | 4.0 %       |
| 15    | 8 de enero de 2014        | 3.0 %        | 3.6 %        | 4.0 %       | 3.8 %       |
| 16    | 9 de enero de 2014        | 2.3 %        | 3.3 %        | 3.8 %       | 4.2 %       |
| Media | Media                     | 3.2 %        | 3.7 %        | 4.3 %       | 4.4 %       |

## Premios y nominaciones
| Año  | Premio                               | Categoría                                         | Nominados                    | Resultados |
| ---- | ------------------------------------ | ------------------------------------------------- | ---------------------------- | ---------- |
| 2013 | KBS Drama Awards                     | Premio a la Excelencia, el actor en una miniserie | Jang Geun Suk                | Nominado   |
| 2013 | KBS Drama Awards                     | Mejor actriz revelación                           | IU                           | Ganadora   |
| 2013 | KBS Drama Awards                     | Premio a la mejor pareja                          | Jang Geun Suk y IU           | Nominados  |
| 2014 | 9th Seoul International Drama Awards | Mejor drama                                       | Bel Ami                      | Nominados  |
| 2014 | 9th Seoul International Drama Awards | Mejor actriz                                      | IU                           | Nominada   |
| 2014 | 9th Seoul International Drama Awards | Mejor banda sonora                                | "Fever" - Hwanhee            | Nominado   |
| 2014 | 9th Seoul International Drama Awards | Mejor banda sonora                                | I'm Nobody - Jung Joon Young | Nominado   |

## Emisión internacional
- Filipinas: ABS-CBN (2014).
- Hong Kong: Now 101 (2014).
- Japón: KNTV (2014).
- Singapur: Channel U (2014).
- Tailandia: Channel 7 (2016).
- Taiwán: ETTV (2015).